# SMEE (ブランド)
SMEE（スミー）は、株式会社ロボプランニングのアダルトゲームブランド。HOOKSOFTのサブブランド。

## 歴史
SMEE誕生の背景について、代表の宅本うとは「波に乗っていた時期でしたが、[中略]HOOKSOFTが落ちた時でも生き残る手段を作ろうとなりまして、複数ブランドを作って運営するという下地を作っていこう、という流れを汲んだというのがスタートでしたね。」と、ASa Project代表の天都との対談の中で語っている。
また、この時27歳だった宅本は引退を考えていたが、亜佐美からサブブランドを任せたいと相談が寄せられ、悩んだ末に受け入れたと天都との対談の中で明かしている。ただし宅本は原画家出身であり、スクリプトなどの経験はあったものの、企画やディレクターは初めてであり、HOOKとの競合も問題視された。一時はHOOKとの差をつけるためにダーク路線にしてはどうかという話もあったが、最終的には同様の方針となった。作品として完成させる必要があったことに加え、もう一つのブランドである「TJR」が重い作品を扱っていたため、SMEEのデビュー作である『リリミエスタ』は明るい純愛作品となった。
『リリミエスタ』と、2作目の『晴れハレはーれむ』は宅本うとがSMEEスタッフとして外注スタッフをまとめていたが、無理が生じたため、3作目となる『らぶでれーしょん！』にてシナリオライターの早瀨ゆうがSMEE専属スタッフとして加わった。宅本は2017年のインタビューの中でこの作品はその後のSMEEのベースとなったと述べている。一方、『らぶでれーしょん！』
ではターゲット層以外にまで買わせてしまうなどの課題が残り、その反省として4作目となる『ラブラブル 〜lover able〜』が作られた。この作品は、「ヒロインの可愛さ」と「イチャラブ」を組み合わせるというSMEEの作風を確立させる作品となった。
早瀨ゆうは2020年にSMEEを退社し、以降は外注として参加している。

## 作風
宅本はSMEEの作風について「『二次元萌え』をテーマとしているが、アダルトゲームのヒロインである以上可愛いだけでなく性的な魅力も必要であると私は考えています。そのようなヒロインを描こうとすると、ある程度精神的に成熟した、頭身の高いヒロインが必要です。そして、そのようなヒロインをちゃんと描けることにより、ロリ系ヒロインの個性もたてられると考えています」と2017年のGame Headlineとのインタビューの中で述べる一方、「自分の作りたいものを突き詰めた方がHOOKSOFTとの個別化も達成できるため、そのようなことはあまり難しく考えないようにしています」とも述べており、SMEEの多彩さをユーザーが楽しめるようにするためにも、開発上の縛りは設けないという方針をとっていることを明かした。
また、「二次元萌え」の一環として、各作品の公式ウェブサイトのレイアウトは性風俗業のウェブサイトを参考にしている。たとえば、2017年11月24日発売の『Making＊Lovers』は出会い系サイトのレイアウトを参考にしており、トップページにアクセスすると「どんな恋愛をしたいか」という旨の質問文が表示され、その下にある選択肢のボタンを押すと各ヒロインのページに移動するという演出がとられている。

## 作品一覧
| #      | 発売日         | タイトル                                                         | 原画                                         | シナリオ                                                 | 備考                                                                                        |
| ------ | -------------- | ---------------------------------------------------------------- | -------------------------------------------- | -------------------------------------------------------- | ------------------------------------------------------------------------------------------- |
| 1      | 2007年3月23日  | リリミエスタ (Lili:miesta)                                       | 日向恭介                                     | 浅野健司、柊桂、博恵夏樹                                 |                                                                                             |
| 2      | 2008年7月11日  | 晴れハレはーれむ                                                 | ひなたもも、犬彦                             | 久地マコト                                               |                                                                                             |
| 3      | 2009年10月23日 | らぶでれーしょん!（LOVE★DELATION）                               | 有河サトル、琴中ゆい、綾瀬はづき、紗倉みかん | 早瀬ゆう、よりは利葉                                     |                                                                                             |
| 4      | 2011年2月25日  | ラブラブル 〜lover able〜                                        | ひなたもも、あめとゆき、らっこ               | 早瀬ゆう、雪仁                                           |                                                                                             |
| 4 FD   | 2012年1月27日  | 同棲ラブラブル                                                   | ひなたもも、あめとゆき                       | 早瀬ゆう                                                 |                                                                                             |
| 5      | 2013年6月28日  | フレラバ 〜Friend to Lover〜                                     | あめとゆき、ひなたもも、REI、かのら          | チームフレラバ（早瀬ゆう、木村ころや、柊晴空、松倉慎二） |                                                                                             |
| 5 FD   | 2013年6月28日  | フレラバ ミニファンディスク                                      | あめとゆき、ひなたもも、REI、かのら          | 早瀬ゆう                                                 |                                                                                             |
| 6      | 2015年5月29日  | ピュア×コネクト                                                  | あめとゆき                                   | 早瀬ゆう                                                 |                                                                                             |
| 7      | 2016年9月30日  | カノジョ*ステップ                                                | カノジョ*ステップ制作部                      | カノジョ*ステップ制作部                                  |                                                                                             |
| 8      | 2017年11月24日 | Making*Lovers                                                    | 谷山さん                                     | 早瀬ゆう、岸田ソラ、モーリー                             |                                                                                             |
| 8 FD   | 2018年4月27日  | Making*Lovers 激イチャアフターストーリー Vol.01 亜子、可憐、咲   | 谷山さん                                     | 早瀬ゆう、柳葉桃夜                                       |                                                                                             |
| 8 FD   | 2018年6月29日  | Making*Lovers 激イチャアフターストーリー Vol.02 レイナ、ましろ   | 谷山さん                                     | 早瀬ゆう                                                 |                                                                                             |
| 9      | 2019年1月25日  | Sugar*Style                                                      | 谷山さん                                     | 岸田ソラ、モーリー                                       |                                                                                             |
| 9 FD   | 2019年6月28日  | Sugar*Style Music and Happiness Pack                             | 谷山さん                                     | 岸田ソラ、此ノ花しな                                     |                                                                                             |
| 10     | 2020年2月28日  | HaremKingdom -ハーレムキングダム-                                | 谷山さん                                     | 早瀬ゆう                                                 |                                                                                             |
| 10 FD  | 2020年9月25日  | HaremじゃないよKingdom 光&ソフィーヤ&キキ 編                     | 谷山さん                                     | 早瀬ゆう                                                 |                                                                                             |
| 10 FD  | 2020年11月27日 | HaremじゃないよKingdom シャルローネ＆マルー 編                   | 谷山さん                                     | 早瀬ゆう                                                 |                                                                                             |
| 8-2    | 2021年6月25日  | ハジラブ -Making*Lovers-                                         | Ｋ子、まんごープリン                         | 雪丸仟、ギハラ、誘宵、早瀬ゆう                           |                                                                                             |
| 11     | 2022年2月25日  | 1/1彼氏彼女                                                      | 谷山さん                                     | 早瀬ゆう、此ノ花しな                                     |                                                                                             |
| 8-2 FD | 2022年3月25日  | ハジラブ -Making*Lovers- ミニファンディスク Vol.01 桜子＆結衣編  | K子、まんごープリン                          | 岸田ソラ                                                 |                                                                                             |
| 8-2 FD | 2022年5月27日  | ハジラブ -Making＊Lovers- ミニファンディスク Vol.02 小唄＆初穂編 | K子、まんごープリン                          | 雪丸仟、阿部まれお                                       |                                                                                             |
| 11 FD  | 2023年1月27日  | 1/1彼氏彼女 MINI FAN DISC                                        | 谷山さん                                     | 早瀬ゆう、此ノ花しな                                     |                                                                                             |
| 12     | 2024年4月26日  | ラブピカルポッピー!                                              | はなまる                                     | SMEE（宅本うと、七央結日、水瀬拓未、中島大河）           | SMEEのブランド設立15周年記念作品。                                                          |
| 12 FD  | 2024年12月20日 | ドカイチャ!!ラブピカルポッピー!                                  | はなまる                                     | SMEE（七央結日、水瀬拓未、中島大河）                     | 『ラブピカルポッピー!』のファンディスクで、本編からエピローグの間の出来事を題材としている。 |

### 他ブランドとの共同制作
| 発売日         | タイトル                                  | 備考                                                      |
| -------------- | ----------------------------------------- | --------------------------------------------------------- |
| 2019年12月27日 | あざスミ 〜あざとくてスミに置けない彼女〜 | あざらしそふととの合作で、FANZAのダウンロードゲーム専売。 |